# (6878) Isamu
(6878) Isamu (1994 TN2) – planetoida z pasa głównego asteroid okrążająca Słońce w ciągu 3,87 lat w średniej odległości 2,46 j.a. Odkryta 2 października 1994 roku.